# Mary Ann Campana
Mary Ann Campana, nacida como Edvige Bianca Maria Campana (Barrea, 8 de abril de 1913 - 2009) fue una aviadora italiana que emigró a los Estados Unidos de América. Fue pionera de la aviación civil y se alzó con el récord mundial de vuelo de aviones ligeros en 1933.

## Biografía
Edvige Campana nació en Barrea, provincia de L'Aquila), en Abruzos, el 8 de abril de 1913. En 1921, siendo aún un adolescente, emigró junto con sus padres y cuatro hermanas en busca de trabajo al East Side de Youngstown, Ohio, donde se reunieron con su abuelo, que trabajaba en las minas de hierro.
Estudió en la escuela pública Lincoln Elementary y luego asistió a la universidad en East High School. Era tan apasionada por la aviación que fue la primera mujer en Ohio en obtener una licencia de piloto en 1932, luego de asistir a un curso en el aeropuerto civil regional de Youngstown- Warren.
El 4 de junio de 1933, sobre los cielos del condado de Mahoning, la entonces pionera de la aviación civil de 20 años rompió el récord mundial de resistencia en la clase de aviones ligeros al volar un monoplano durante 12 horas y 27 minutos sin paracaídas y con un suministro básico de galones de gasolina.
Voló por última vez en 1943 para dedicarse al comercio y al emprendimiento, en particular a los grandes almacenes Strouss-Hirshberg y a las marcas May Company y Pollyanna Clothes.
Se retiró a Lakewood en el condado de Cuyahoga cerca de Cleveland, y murió en 2009 a la edad de 96 años.

## Reconocimientos
Fue nombrada Caballero de la Orden al Mérito de la República Italiana, "Por iniciativa del Presidente de la República Francesco Cossiga el 11 de octubre de 1990. Desde 1993, un panel en uno de los parques de Ohio Historical Marker se ha dedicado a Mary Ann Campana. Ha recibido premios y honores del presidente de los Estados Unidos de América, Ronald Reagan y de las instituciones culturales de la Administración Nacional de Aeronáutica y el National Air and Space Museum. En 2015, se montó una exposición dedicada a la aviadora italiana en el Museo de Aviación Ernie Hall en Warren en 2022 y se inauguró una placa conmemorativa en el municipio italiano de Barrea.

## Artículos relacionados
- Aviación